# Olympische Jugend-Winterspiele 2016/Teilnehmer (Großbritannien)
| Gelbes Symbol für Goldmedaillen mit stilisierten Olympischen Ringen | Graues Symbol für Silbermedaillen mit stilisierten Olympischen Ringen | Braundes Symbol für Bronzemedaillen mit stilisierten Olympischen Ringen |
| ------------------------------------------------------------------- | --------------------------------------------------------------------- | ----------------------------------------------------------------------- |
| 2                                                                   | —                                                                     | 2                                                                       |

Das Vereinigte Königreich nahm als Team GB an den Olympischen Jugend-Winterspielen 2016 im norwegischen Lillehammer mit 16 Athleten in sieben Sportarten teil.

## Medaillen
Mit je zwei gewonnenen Gold- und Bronzemedaillen belegte das Team Großbritanniens Platz 14 im Medaillenspiegel.

## Sportarten

### Bob
| Athleten        | Wettbewerb | Durchgang 1 | Durchgang 1 | Durchgang 2 | Durchgang 2 | Gesamt      | Gesamt |
| Athleten        | Wettbewerb | Zeit        | Rang        | Zeit        | Rang        | Zeit        | Rang   |
| --------------- | ---------- | ----------- | ----------- | ----------- | ----------- | ----------- | ------ |
| Jungen          |            |             |             |             |             |             |        |
| George Johnston | Monobob    | 57,31 s     | 3           | 58,17 s     | 9           | 1:55,48 min | 6      |
| Mädchen         |            |             |             |             |             |             |        |
| Annabel Chaffey | Monobob    | 58,68 s     | 2           | 59,14 s     | 5           | 1:57,82 min | 4      |
| Aimee Davey     | Monobob    | 58,94 s     | 5           | 58,94 s     | 2           | 1:57,88 min | 5      |
| Kelsea Purchall | Monobob    | 58,70 s     | 4           | 58,97 s     | 3           | 1:57,67 min | Bronze |

### Curling
| Athleten                                       | Wettbewerb | Gruppenrunde | Gruppenrunde | Viertelfinale | Viertelfinale | Halbfinale         | Halbfinale         | Finale             | Finale             | Finale             |
| Athleten                                       | Wettbewerb | Siege        | Niederlagen  | Gegner        | Ergebnis      | Gegner             | Ergebnis           | Gegner             | Ergebnis           | Rang               |
| ---------------------------------------------- | ---------- | ------------ | ------------ | ------------- | ------------- | ------------------ | ------------------ | ------------------ | ------------------ | ------------------ |
| Gemischt                                       |            |              |              |               |               |                    |                    |                    |                    |                    |
| Amy Bryce Callum Kinnear Mili Smith Ross Whyte | Team       | 6            | 1            | Russland      | 5 : 9         | nicht qualifiziert | nicht qualifiziert | nicht qualifiziert | nicht qualifiziert | nicht qualifiziert |

### Eishockey
| Athleten     | Wettbewerb       | Qualifikation | Qualifikation | Finale             | Finale             |
| Athleten     | Wettbewerb       | Punkte        | Rang          | Punkte             | Rang               |
| ------------ | ---------------- | ------------- | ------------- | ------------------ | ------------------ |
| Mädchen      |                  |               |               |                    |                    |
| Verity Lewis | Skills-Challenge | 11            | 10            | nicht qualifiziert | nicht qualifiziert |

### Freestyle-Skiing

#### Halfpipe
| Athleten         | Wettbewerb | Finale       | Finale       | Finale       | Finale           | Finale |
| Athleten         | Wettbewerb | Durchgang 1  | Durchgang 2  | Durchgang 3  | Bester Durchgang | Rang   |
| ---------------- | ---------- | ------------ | ------------ | ------------ | ---------------- | ------ |
| Mädchen          |            |              |              |              |                  |        |
| Madison Rowlands | Halfpipe   | 83,20 Punkte | 88,60 Punkte | 41,60 Punkte | 88,60 Punkte     | Gold   |

#### Skicross
| Athleten     | Wettbewerb | Qualifikation | Qualifikation | Vorlauf | Vorlauf | Halbfinale         | Finale             |
| Athleten     | Wettbewerb | Zeit          | Rang          | Punkte  | Rang    | Position           | Position           |
| ------------ | ---------- | ------------- | ------------- | ------- | ------- | ------------------ | ------------------ |
| Mädchen      |            |               |               |         |         |                    |                    |
| Isobel Brown | Skicross   | 48,69 s       | 14            | 2       | 16      | nicht qualifiziert | nicht qualifiziert |

#### Slopestyle
| Athleten         | Wettbewerb | Finale       | Finale       | Finale           | Finale |
| Athleten         | Wettbewerb | Durchgang 1  | Durchgang 2  | Bester Durchgang | Rang   |
| ---------------- | ---------- | ------------ | ------------ | ---------------- | ------ |
| Jungen           |            |              |              |                  |        |
| Cal Sandieson    | Slopestyle | 72,80 Punkte | 81,00 Punkte | 81,00 Punkte     | 4      |
| Mädchen          |            |              |              |                  |        |
| Madison Rowlands | Slopestyle | 67,20 Punkte | 67,80 Punkte | 67,80 Punkte     | Bronze |

### Rennrodeln
| Athleten              | Wettbewerb | Durchgang 1 | Durchgang 1 | Durchgang 2 | Durchgang 2 | Gesamt       | Gesamt |
| Athleten              | Wettbewerb | Zeit        | Rang        | Zeit        | Rang        | Zeit         | Rang   |
| --------------------- | ---------- | ----------- | ----------- | ----------- | ----------- | ------------ | ------ |
| Jungen                |            |             |             |             |             |              |        |
| Lucas Gebauer-Barrett | Einsitzer  | 48,821 s    | 11          | 48,650 s    | 10          | 1:37,471 min | 10     |

### Skeleton
| Athleten          | Durchgang 1 | Durchgang 1 | Durchgang 2 | Durchgang 2 | Gesamt      | Gesamt |
| Athleten          | Zeit        | Rang        | Zeit        | Rang        | Zeit        | Rang   |
| ----------------- | ----------- | ----------- | ----------- | ----------- | ----------- | ------ |
| Mädchen           |             |             |             |             |             |        |
| Ashleigh Pittaway | 55,08 s     | 1           | 55,15 s     | 1           | 1:50,23 min | Gold   |

### Ski Alpin
| Jungen        |              |             |     |                    |                    |                    |                    |
| Iain Innes    | Super-G      |             |     |                    |                    | 1:14,52 min        | 32                 |
| Iain Innes    | Riesenslalom | 1:21,22 min | 21  | 1:20,72 min        | 19                 | 2:41,94 min        | 17                 |
| Iain Innes    | Slalom       | 52,11 s     | 20  | 52,14 s            | 20                 | 1:44,25 min        | 20                 |
| Iain Innes    | Kombination  | 1:16,32 min | 35  | DNF                | DNF                | DNF                | DNF                |
| Mädchen       |              |             |     |                    |                    |                    |                    |
| Yasmin Cooper | Super-G      |             |     |                    |                    | DNF                | DNF                |
| Yasmin Cooper | Riesenslalom | DNF         | DNF | nicht qualifiziert | nicht qualifiziert | nicht qualifiziert | nicht qualifiziert |
| Yasmin Cooper | Slalom       | 1:00,63 min | 23  | 53,98 s            | 19                 | 1:54,61 min        | 20                 |
| Yasmin Cooper | Kombination  | 1:17,49 min | 19  | 45,40 s            | 16                 | 2:02,89 min        | 13                 |